# Eugen Münch (Unternehmer)
Eugen Münch (* 27. Februar 1945 in Riedlingen) ist ein deutscher Unternehmer und Krankenhausmanager. Er ist Gründer und Großaktionär der Rhön-Klinikum AG.

## Leben
Münch erlernte den Beruf des Müllers; eine Mehlstauballergie führte jedoch dazu, dass er in diesem Beruf nicht arbeiten konnte. Mitte der 1960er-Jahre studierte er Betriebswirtschaftslehre und einige Semester Jura, nachdem er zunächst über den zweiten Bildungsweg das Abitur absolviert hatte. Anschließend arbeitete er für einen Steuerberater, der für eine Abschreibungsgesellschaft tätig war, die sich mit einer maroden Kurklinik im damaligen Zonenrandgebiet in Bad Neustadt an der Saale verspekuliert hatte; dem Haus drohte die Insolvenz. Münch erstellte ein detailliertes Konzept, um die Klinik zu sanieren. Die Gesellschafter stellten Münch daraufhin im Jahr 1970 als Sanierer ein. 1974 wurde die Sanierung abgeschlossen; im gleichen Jahr übernahm Münch die Geschäftsführung der „Kurbetriebs- und Verwaltungsgesellschaft mbH“, die später in „Rhön-Klinikum GmbH“ in Bad Neustadt a. d. Saale umbenannt wurde. Um „hinter die Kulissen blicken zu können“ erwarb Münch für 5.000 DM einen Anteil an der Gesellschaft.
Im Jahr 1988 wurde die GmbH in eine AG umgewandelt; Münch war hier Alleinvorstand. Im Jahr 1989 ging die AG an die Börse. Die Rhön-Klinikum AG war ab 1996 im MDAX notiert. Seit Dezember 2016 ist sie im SDAX gelistet. Seit 2005 ist Münch Aufsichtsratsvorsitzender der Rhön-Klinikum AG.
Die von Münch und seiner Kette angekauften defizitären öffentlichen Kliniken werden mit dem Ziel rationalisiert, ein Jahr nach dem Erwerb den Break-Even-Punkt, also einen ersten Gewinn, zu erreichen. Diese drastische Umorganisation und Kostensenkung führt teilweise zu Konflikten mit Mitarbeitern und Gewerkschaften.

## Soziales Engagement
Im Jahr 2014 gründete Eugen Münch eine Stiftung. Zweck der Stiftung Münch ist die Förderung von Wissenschaft und Forschung auf dem Gebiet der Gesundheitswirtschaft, insbesondere auf Grundlage des von Eugen Münch entwickelten Konzepts der Netzwerkmedizin sowie die Förderung des öffentlichen Gesundheitswesens und der Gesundheitspflege.

## Publikationen
- mit Stefan Scheytt: Netzwerkmedizin. Ein unternehmerisches Konzept für die altersdominierte Gesundheitsversorgung. Springer Gabler, Wiesbaden 2014, ISBN 978-3-658-04456-5.